# Entodon viridulus
Entodon viridulus là một loài rêu trong họ Entodontaceae. Loài này được Cardot mô tả khoa học đầu tiên năm 1911.